# Terry Miller (político)

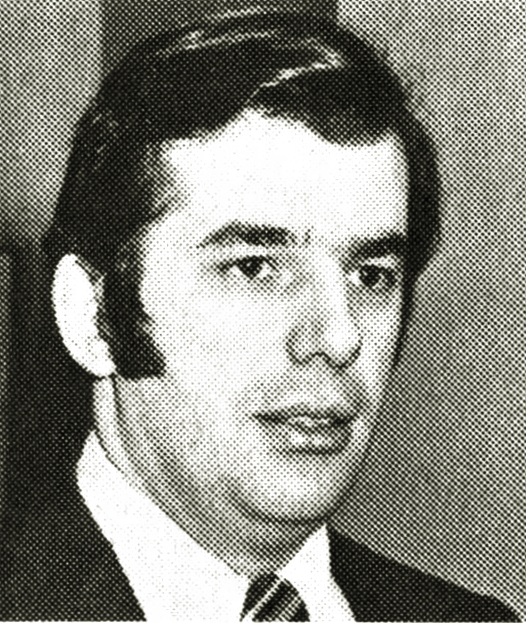
Miller em 1973.

Terry Miller (San Francisco, 10 de novembro de 1942 – Seattle, 13 de abril de 1989) foi um empresário e político norte-americano.
Membro do Partido Republicano, foi o sexto vice-governador do Alasca, de 1978 a 1982. Também integrou a Câmara dos Representantes (1966-1969) e o Senado Estadual (1969-1977).